# Athée-sur-Cher
Athée-sur-Cher település Franciaországban, Indre-et-Loire megyében. Lakosainak száma 2848 fő (2022. január 1.). Athée-sur-Cher Azay-sur-Cher, Bléré, Cigogné, Courçay, Dierre, Saint-Martin-le-Beau és Truyes községekkel határos.

## Népesség
A település népességének változása:
| Lakosok száma | 1063 | 1506 | 1819 | 2313 | 2689 | 2674 | 2673 | 2716 | 2760 | 2848 |
|               | 1968 | 1982 | 1990 | 2006 | 2013 | 2015 | 2017 | 2019 | 2020 | 2022 |